# Casticisme

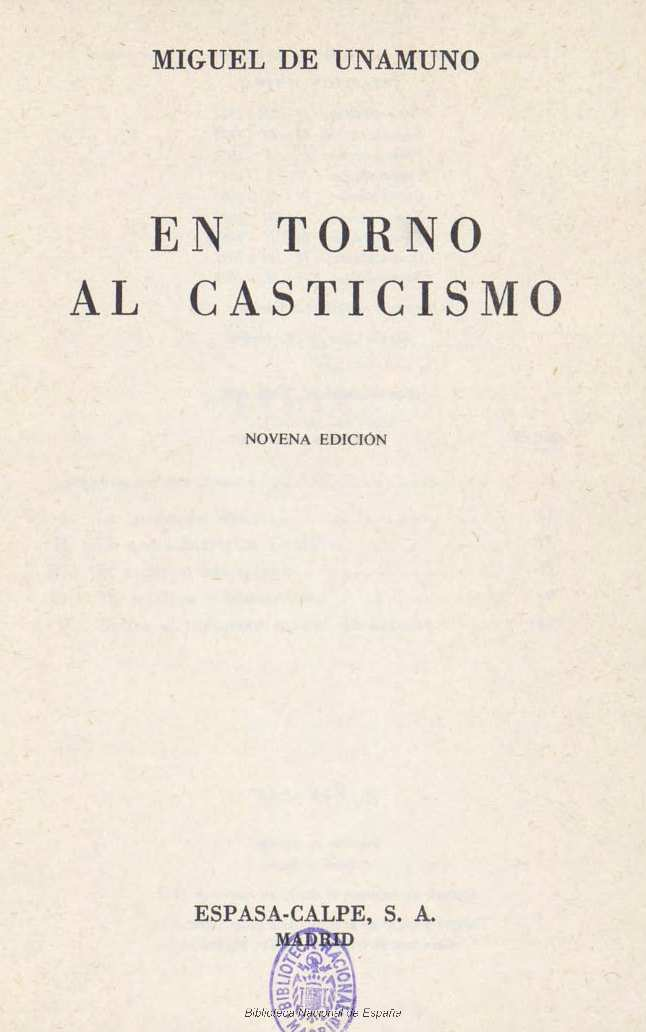
Miguel de Unamuno, En torno al casticismo, 1979.

Le casticisme (en espagnol casticismo) est une posture esthétique et idéologique réactionnaire, apparue en Espagne, tout d’abord au XVIIIe siècle, en opposition aux afrancesados et aux ilustrados, qui revendique l’idée que la « pureté » de l’héritage castillan est à la base de l'« être » de l’Espagne. Plus explicitement, il s’agit d’une conception essentialiste de l’identité nationale espagnole, qui affirme qu’elle est inextricablement liée aux mœurs populaires et à la langue castillanes ainsi qu’au catholicisme — notamment la contre-réforme catholique —, qui affirme, par exemple, que l'Espagne serait porteuse d’une mission impériale.
L’idée du casticisme a en particulier été développée et défendue par Miguel de Unamuno dans son essai — en réalité une compilation de cinq articles écrits en 1895 — En torno al casticismo (traduit en français par Marcel Bataillon sous le titre de L’Essence de l'Espagne) publié en 1902,,,, qui trouve des échos dans le courant régénérationniste au tournant du XXe siècle, mais ses idées se retrouvent également chez d’autres penseurs comme Ramón Menéndez Pidal et Américo Castro.

## Étymologie
Le mot espagnol casticismo est dérivé de castizo, que l’on peut traduire par « pur, authentique », lui-même issu de casta (« caste »).